# Amnon David Ar
Amnon David Ar (hebräisch אמנון דוד ער; * 12. Dezember 1973 in Herzlia, Israel) ist ein israelischer Maler.

## Leben
Bis zu seinem 18. Lebensjahr studierte er an der Arts and Crafts Municipal High School in Tel Aviv. Nach seinem Militärdienst wechselte er zum Studium der Anatomie der Kunst bei Oswald Adler. Er besuchte die staatliche Kunstakademie Bezalel in Jerusalem und wechselte dann zum Studium der Malerei bei Abraham Bykov. Nach seiner Ausbildung arbeitete er als Illustrator und Karikaturist für Magazine die, Buchverlage und Werbeagenturen sowie für die Zeitungen Jediʿot Maʿariv (יְדִיעוֹת מַעֲרִיב ‚Abendliche Nachrichten‘, später Maʿariv) und Davar. 2008 entwarf er die Briefmarkenedition des Abba Eban für die israelische Post.

## Ausstellungen und Preise

### Einzelausstellungen
- 2004 Amnon David Ar – Painting, Ausstellung und Katalog, The Museum of Israeli Art, Ramat Gan
- 2005 Zeichnungen und Gemälde, Ausstellung und Katalog, Bernard Gallery, Tel Aviv
- 2007 Ausstellung und Katalog, Galerie Vieleers, Amsterdam, Netherlands
- 2009 Einzelausstellung – The Association of Painters and Sculptors – Jerusalem Artists, Jerusalem, Israel
- 2009 Einzelausstellung – The Tel Aviv Museum of Art, Tel Aviv, Israel
- 2017 „Wie lange hält das Licht“ – Ausstellung und Katalog, mz project room maia zinc, Berlin[2]
- 2018 „Keep Going“ – Ausstellung, mz project room maia zinc, Berlin

### Gruppenausstellungen
- 1998 Gruppenausstellung, Bat Yam Art Museum
- 1999 Gruppenausstellung, Bezalel, Academy of Arts & Design, Jerusalem
- 2000 Observation Time, Ausstellung und Katalog, Janco Dada Museum, Ein Hod
- 2002 Portraits, Tel Aviv Museum of Art
- 2005 Gruppenausstellung, The Jerusalem Center for the Performing Arts
- 2005 Gruppenausstellung, Ausstellung und Katalog, The Museum of Israeli Art, Ramat Gan
- 2006 Realisme Amsterdam Fair
- 2006 New Faces, Forum Gallery, New York, USA
- 2006 Arkansas Art Center Collectors’ Show
- 2007 The Fine Art of Drawing – Modern & Contemporary Works on Paper, Forum Gallery, New York, USA
- 2008 Time Tunnel, Ausstellung und Katalog, Giv'atayim Municipal Gallery
- 2010 “collections”, Haifa Museum

### Preise
- 2008 Gewinner des ersten “Haim Shiff Prize”, Tel Aviv Museum of Art, Tel Aviv